# Valentin Münzel
Valentin Münzel (* 11. Juni 1881 in Wölfershausen im Landkreis Hersfeld-Rotenburg; † 27. Juli 1958 in Bad Hersfeld) war ein deutscher Widerstandskämpfer und Abgeordneter des Provinziallandtages der preußischen Provinz Hessen-Nassau.

## Leben
Valentin Münzel war der Sohn des Tagelöhners Johann Heinrich Münzel und dessen Gemahlin Anna Christina Burghardt. Nach seiner Schulausbildung fand er Beschäftigung in der Ziegelei der Bergrechtlichen Gewerkschaft Wintershall. Vom Jahresbeginn 1910 an war er als Hauer im Kalibergbau beschäftigt, musste Kriegsdienst leisten und kehrte 1917 verwundet an seinen Heimatort zurück. Hier wurde er 1920 Bürgermeister und blieb in diesem Amt, bis er Ende März 1933 vom Landrat aus politischen Gründen des Amtes enthoben wurde. Er war bis März 1933 Mitglied des Kreistages Hersfeld und Nachfolger des Abgeordneten Friedrich Wilhelm Holzapfel im Kurhessischen Kommunallandtag des Regierungsbezirks Kassel, aus dessen Mitte er zum Abgeordneten des Provinziallandtages der Provinz Hessen-Nassau bestimmt wurde. Münzel trat – auf politischen Druck – im Mai 1933 aus der SPD aus, so dass er sein Mandat in den Parlamenten verlor. 1945 wurde er von den Alliierten für kurze Zeit als Bürgermeister in Wölfershausen eingesetzt.